# 彭辨之
彭辨之（1466年—？年），字問夫，直隶庐州府六安州霍山縣人，明朝政治人物。

## 生平
治《書經》，弘治十四年（1501年）由國子生中式辛酉科應天府鄉試第八十八名舉人，正德三年（1508年）戊辰科會試第三百三十一名，第三甲第一百三十三名進士。授餘杭縣知县。時劉瑾舞權，浙江省困於織造，彭辨之力請裁之，民得不擾。擢工部主事，進郎中，出知江西饒州府。政靜民安，調河南彰德府，清聲益著。官至山东参政。

## 家族
曾祖彭弘，推官。祖父彭轂，监生。父彭瑞。母刘氏。慈侍下，行二，兄聚之、弟居之。